# دیمیتری اودنادزه

سردیس دیمیتری اودنادزه در دانشگاه دولتی تفلیس

دیمیتری اودنادزه (گرجی: დიმიტრი უზნაძე؛ ۲ دسامبر ۱۸۸۶ – ۹ اکتبر ۱۹۵۰) روان‌شناس و استاد روان‌شناسی اهل گرجستان بود. او از هم‌بنیانگذاران دانشگاه دولتی تفلیس و آکادمی ملی علوم گرجستان به‌شمار می‌رود.